# Giovanni Di Lorenzo
Giovanni Di Lorenzo [dʒoˈvanni di Ioˈrentso] (Castelnuovo di Garfagnana, província de Lucca, Itàlia, 4 d'agost de 1993) és un futbolista italià que juga com a defensa a la SSC Napoli de la Sèrie A d'Itàlia.

## Trajectòria
Es va formar als planters del Lucchese i la Reggina. En les categories inferiors del Reggina va guanyar el Torneig Internazionale Sanremo i dos campionats Primavera. El 2010 es va incorporar al primer equip del club calabrès. El 23 de maig de 2011 va debutar als 17 anys en la Serie B (segona divisió italiana) en un partit com a visitant davant el Sassuolo. La temporada 2012-13 va ser cedit a l'AC Cuneo 1905 de la tercera divisió; amb el club del Piemont va debutar en la quarta jornada contra AlbinoLeffe, convertint-se aviat en titular. Gràcies a les seves 27 presències i bones actuacions, va ser convocat per la selecció de futbol sub-20 per Luigi Di Biagio, disputant el Torneig Quatre Nacions.
En l'estiu de 2013 va tornar a Regio de Calàbria i va disputar el campionat 2013-14 de Sèrie B amb la samarreta amaranto, totalitzant 20 presències. Aquesta temporada va finalitzar amb el descens de Reggina, per tant Di Lorenzo va disputar la temporada següent en tercera divisió. Des de 2015 a 2017 va portar la samarreta del Matera, on va jugar 58 partits i va marcar 3 gols en tercera divisió.
El 30 d'agost de 2017 es va transferir a l'Empoli de la Serie B, signant un contracte de tres anys. El 23 d'abril de 2018 va marcar el seu primer gol en la categoria de plata contra el Frosinone. Di Lorenzo va jugar 36 partits en total i el seu club va guanyar el campionat, ascendint a la Sèrie A.
Va debutar en la màxima divisió italiana amb 25 anys, el 19 d'agost de 2019, en la victòria per 2 a 0 contra el Càller. En el partit de tornada davant aquest equip va marcar el seu primer gol en la Sèrie A. Tot i el descens de l'Empoli, Di Lorenzo va jugar un bon campionat, amb 5 gols en 37 partits jugats.
El 7 de juny de 2019 va fitxar pel Napoli. Va debutar-hi el 24 d'agost contra l'ACF Fiorentina. En el partit següent va marcar el seu primer punt amb la samarreta napolitana contra la Juventus de Torí. El 17 de setembre es va produir el seu debut en les copes europees, en el partit de Champions League davant el Liverpool, que els napolitans van guanyar per 2 a 0.

## Internacional
Ha estat internacional amb les seleccions sub-20 i sub-21 d'Itàlia en 6 ocasions. El 4 d'octubre de 2019 va ser convocat per primera vegada a la selecció absoluta per Roberto Mancini. Va realitzar el seu debut el 15 d'octubre en el partit de classificació per l'Eurocopa 2020 davant Liechtenstein que Itàlia va guanyar per 0 a 5.

## Palmarès
Empoli FC
- 1 Serie B: 2017-18

SSC Napoli
- 2 Serie A: 2022-23,[4] 2024-25
- 1 Copa italiana: 2019-20

Selecció italiana
- 1 Eurocopa: 2020